# 那覇市歌
「那覇市歌」（なはしか）は、沖縄県那覇市が制定した市歌である。原曲の作詞は安藤佳翠で、2017年（平成29年）に那覇市歌選定委員会が歌詞の増補を行った。作曲は宮良長包。

## 解説
沖縄戦による戦災で那覇市役所が焼失した際に制定時の資料が散逸したとみられ、正確な制定日は特定されていないが当時の新聞に掲載された懸賞募集の広告や作詞者の遺稿から「1929年（昭和4年）に市制10周年を記念して制定された」とするのが定説であり、同年10月20日に表彰式が行われたことが判明している。作詞者の安藤は沖永良部島出身で、入選当時は沖縄県立第一高等女学校の教諭であった。作曲者の宮良は石垣島出身で、作成当時は沖縄師範学校の音楽教諭に就いていた。
ビクターレコード（のちJVCケンウッド・ビクターエンタテインメント）が東京混声合唱団による「那覇市歌」の斉唱と1966年（昭和41年）に作られた市民音頭「那覇音頭」（作詞：岡本淳三、補作：渡久地政信、作曲：崎山用豊）の三沢あけみによるカバーをA面/B面にそれぞれ収録したシングル盤（規格品番：PRA-10144）を作成している。

### 歌詞の増補
那覇市はアメリカ合衆国の統治下で首里・真和志の両市と小禄村を編入合併して市域を拡大したが、市歌に関しては旧市域を前提にしたものであるため1954年（昭和29年）に新市歌の制定が検討されたものの結論は出ずそのまま継続使用されることになった。沖縄返還後の2002年（平成14年）にも再検討が行われたが、この時も従来の市歌廃止に対して異論が強く存廃の是非は先送りされることになった。
2015年（平成27年）に設置された3度目の市歌選定委員会では、過去2回の検討で合意に至らなかった従来の市歌を廃止して新市歌を制定する「代替わり」方式でなく、現行の市歌を存続させたうえで拡大した市域を含めた歌詞を4番以降に増補する方向で議論が進められる。2017年（平成29年）、市歌選定委員会が従来の市歌に4〜7番を増補する案を城間幹子市長に答申し、全7番の市歌が改めて制定された。
制定時の歌詞では旧市域から1番で那覇港、2番で奥武山、3番で波上宮を地域の情景として取り上げている。増補版の歌詞は4番で国際通り（奇跡の1マイル）、5番で首里城下、6番で那覇空港（小禄）、7番で識名園（真和志）と戦後復興並びに合併後の市域拡大が反映された。